# Gens Asconia
La gens Asconia fue una familia plebeya de la antigua Roma, durante el siglo I d. C. Se conoce principalmente por un solo individuo, Asconio, un comentarista de Cicerón. Hay alguna razón para creer que era un nativo de Patavium (actual Padua), en cuyo caso la gens puede ser de origen venético o etrusco.

## Miembros
- Asconio, gramático e historiador romano, probablemente oriundo de Patavium (Padua).[2]